# Cardi (lied)
Cardi is een lied van de Nederlandse rapper Cho in samenwerking met de Nederlandse rapper en zanger Frenna. Het werd in 2021 als single uitgebracht en stond in hetzelfde jaar als vijfde track op het album Chosen van Cho.

## Achtergrond
Cardi is geschreven door Giovanni Rustenberg, Francis Edusei en Tevin Irvin Plaate en geproduceerd door Spanker. Het is een nummer uit het genre nederhop. In het lied rappen en zingen de artiesten over een mooie vrouw en kan worden gezien als een ode aan de billen van vrouwen. Het nummer werd bij radiozender NPO FunX uitgeroepen tot DiXte track van de week. Het was de eerste keer dat Cho en Frenna succes hadden met een single. Ze herhaalden de samenwerking in 2023 op Dichtbij jou zijn.

## Hitnoteringen
De artiesten hadden bescheiden succes met het lied in de hitlijsten van Nederland. Het piekte op de 81e plaats van de Nederlandse Single Top 100 in de twee weken dat het in deze hitlijst te vinden was. De Top 40 en haar Tipparade werden niet bereikt. 